# Arborimus albipes
A ratazana de patas brancas (Arborimus albipes) é uma espécie de roedor da família Cricetidae. É encontrado apenas nos Estados Unidos. Seu habitat natural são as florestas temperadas.